# Міф про красу
«Міф про красу: як образи краси використовуються проти жінок» («Міф про красу. Стереотипи проти жінок», англ. «The Beauty Myth: How Images of Beauty Are Used Against Women») — книжка Наомі Вульф, уперше опублікована в 1990 році видавництвом Chatto & Windus у Великобританії та William Morrow & Co (1991) у Сполучених Штатах. Вона була перевидана у 2002 році HarperPerennial з новим вступом.
Основна ідея «Міфу про красу» полягає в тому, що в міру того, як соціальна влада та відомість жінок зросли, тиск, який вони відчувають щодо дотримання нереалістичних стандартів фізичної краси, посилився через комерційний вплив у засобах масової інформації. Цей тиск призводить до нездорової поведінки жінок і занепокоєння своїм зовнішнім виглядом в обох статей, що ставить під загрозу здатність жінок бути ефективними у суспільстві та сприйняття їх суспільством у цілому.

## Основні ідеї
У вступі до книжки Вульф зазначає:
|                           | Чим більше юридичних і матеріальних перешкод долали жінки, тим суворіше, важче і жорстокіше образи жіночої краси тиснули на нас... Протягом останнього десятиліття жінки зламали структуру влади; тим часом розлади харчової поведінки зросли в геометричній прогресії, а косметична хірургія стала найшвидше зростаючою галуззю... [П]орнографія стала основною категорією засобів масової інформації, випередивши легітимні фільми та усі разом узяті записи, і тридцять три тисячі американських жінок сказали дослідникам, що вони радше схуднуть на десять-п’ятнадцять фунтів, ніж досягнуть будь-якої іншої мети... Більше жінок мають більше грошей, влади, можливостей і правового визнання, ніж ми коли-небудь раніше; але з точки зору того, як ми відчуваємо себе фізично, ми насправді можемо себе відчувати гіршими, ніж наші невизволені бабусі. |
| — The Beauty Myth. pp. 10 | |

Вульф також висуває теорію «залізної діви» — принципово недосяжного стандарту, який потім використовується для фізичного та психологічного покарання жінок за те, що вони не досягли цього стандарту та не відповідали йому. Вульф критикує індустрію моди та краси як експлуатацію жінок, але стверджує, що міф про красу поширюється на всі сфери людського існування.Також вона пише, що жінки повинні «мати вибір робити все, що забажають, зі своїм обличчям і тілом, не будучи при цьому покараними ідеологією, яка використовує настанови, економічний тиск і навіть судові рішення щодо жіночої зовнішності, щоб підірвати нас психологічно та політично». Вульф стверджує, що «міф про красу» проявляється у п’яти сферах: робота, релігія, стать, насильство та голод. Зрештою, Вульф виступає за послаблення урегульованих стандартів краси.

## Вплив
Книжка Вульф швидко стала бестселером, викликавши різкі протилежні відгуки з боку громадськості та засобів масової інформації, але отримавши похвалу багатьох феміністок. Феміністка другої хвилі Жермен Грір написала, що «Міф про красу» став «найважливішим феміністичним виданням після «Жінки-євнуха», а Глорія Стейнем написала: «Міф про красу — це розумна, гнівна, прониклива книга та яскравий заклик до свободи. Кожна жінка повинна її прочитати». Британська письменниця Фей Уелдон назвала книгу «обов'язкове читання для нової жінки», а Бетті Фрідан написала в журналі Allure, що «Міф про красу та суперечка, яку вона викликає, можуть бути обнадійливим знаком нового сплеску феміністської свідомості».
З публікацією «Міфу про красу» Вульф стала провідною представницею того, що пізніше назвали третьою хвилею феміністичного руху .

## Критика
У своїй книзі Хто вкрав фемінізм? (1994) Крістіна Гофф Соммерс критикувала Вульф за публікацію заяви про те, що 150 000 жінок щороку вмирають від анорексії в Сполучених Штатах Америки, написавши, що фактична цифра, швидше за все, буде десь між 100 і 400 на рік.
У статті 2004 року схожим чином порівнювали статистику розладів харчової поведінки Вольф із статистикою рецензованих епідеміологічних досліджень і дійшли висновку, що «в середньому статистику анорексії в будь-якому виданні Міфу про красу слід розділити на вісім, щоб наблизитися до реальної статистики». Каспер Шомейкер підрахував, що щорічно від анорексії помирає близько 525 осіб, що в 286 разів менше, ніж статистика Вольф.
Вчена-гуманітарій Каміль Палья також розкритикувала книгу, стверджуючи, що історичні дослідження та аналіз Вольф були помилковими.

## Зв'язок з жіночими дослідженнями
В рамках жіночих студій, стверджується, що Міф про красу є потужною силою, що змушує жінок зосереджуватися на вигляді свого тіла та більше відволікатися на зовнішність. Він також дає як чоловікам, так і жінкам інструменти для засудження та обмеження жінок через їхній зовнішній вигляд. Згідно з цією гіпотезою, журнали, плакати, телевізійна реклама та сайти соціальних мереж є одними з багатьох платформ сьогодні, які створюють стандарти краси як для чоловіків, так і для жінок. Вважається, що розповсюдженість і доступність таких майданчиків робить уникання цих ідеалів майже неможливими. Жінки та чоловіки стикаються з ідеальними тілами, тілами, які продаються як такі, які можна досягти за допомогою дієт і абонементів у спортзал. Але для більшості людей ці стандарти краси не є ані здоровими, ані такими, які можна досягнутими за допомогою дієти чи фізичних вправ. Жінки часто надають більшого значення втраті ваги, аніж підтримці здорової середньої ваги, через що вони зазвичай йдуть на великі фінансові та фізичні жертви, щоб досягти поставленних цілей. Але неспроможність втілити ці ідеали у життя робить жінок об’єктами критики та суспільного контролю.
Перфекціоністські, недосяжні цілі можуть бути поясненням збільшення кількості пластичних операцій та нервової анорексії. Анорексія є одним із найпоширеніших розладів харчової поведінки у західних країнах, «на яку страждає приблизно 2,5 мільйона людей лише в Сполучених Штатах Америки». З ціого числа понад 90 відсотків хворих на анорексію — дівчата та молоді жінки. Вони страждають на "серйозне психічне захворювання, яке включає нав'язливі дієти та різку втрату ваги". Ця втрата ваги є результатом навмисного голодування аби виглядати худішим, і це часто пов’язано з булімією. Глибоке психологічне коріння анорексії ускладнює її лікування та часто розтягує процес одужання на все життя.
Деякі феміністки вважають, що міф про красу є частиною системи, яка зміцнює домінування чоловіків. За словами Наомі Вульф, оскільки жінки все більше зосереджуються на своїй зовнішності, їхня увага до рівноправ'я і ставлення до себе стає менш пріоритетною. Те ж саме стверджується в книзі Сімони де Бовуар «Друга стать», у якій вона розповідає про наслідки для суспільства, яке змушує дівчат-підлітків і молодих жінок поводитися жіночніше. За словами Бовуар, ці зміни охоплюють «великий набір соціальних очікувань, включаючи зовнішній вигляд, але, на відміну від соціальних очікувань щодо хлопчиків, соціальні очікування щодо дівчат і жінок зазвичай заважають їм діяти вільно». Як аргумент Бовуар приводить такі речі, як одяг, макіяж, дикція та манери - все є інструментами контролю, з якими стикаються жінки, але не чоловіки.
Згідно з книгою доктора Вівіан Діллер «більшість жінок погоджуються з тим, що, кажучи, гарна зовнішність продовжує асоціюватися з повагою, законністю та владою у їхніх стосунках». Діллер пише, що в комерційному світі прийом на роботу, оцінка та просування по службі на основі зовнішнього вигляду спонукають жінок ставити важливість краси вище, ніж їх роботу та навички.

## Лекція
У лютому 2010 року відзнята 42-хвилинна лекція Наомі Вульф у Лютеранському університеті Каліфорнії під назвою «Міф про красу: культура краси, психологія та особистість» була випущена на DVD компанією Into the Classroom Media.

## Зовнішні посилання
- Ребекка Вініон, «Сучасна феміністська класика змінила моє життя. Чи було це насправді сміттям?» 30 березня 2021 року, повторна оцінка книги в Slate .